# Čestlice
Čestlice jsou obec ve Středočeském kraji. Rozkládá se asi šestnáct kilometrů jihovýchodně od centra Prahy a šest kilometrů západně od města Říčany. Žije zde 741 obyvatel. Většinu zastavěné rozlohy obce zabírá Obchodní a zábavní zóna Čestlice ležící u dálnice D1.

## Historie
První písemná zmínka o obci, tehdy jmenované jako Šestlice, pochází z roku 1227. Majitelé vsi se často měnili.
V letech 1228–1323 náležela ke statkům Kláštera svatého Jiří, v letech 1336–1372 patřila pánům z Říčan.
V roce 1457 je v zápisu o prodeji zdejší tvrze a poplužního dvora poprvé doložena tvrz. V roce 1541 byly Čestlice přiděleny k Průhonicím, kam patřily až do roku 1927. Po rozparcelování pozemků jako důsledku pozemkové reformy hrabě Arnošt Emanuel Silva-Tarouca zbytek o výměře 61 ha prodal.
Roku 1932 byly v Čestlicích s 385 obyvateli a katolickým kostelem evidovány tyto živnosti a obchody: holič, 3 hostince, kovář, krejčí, obuvník, pohřební ústav, pojišťovací jednatelství, sklad rakví, 3 řezníci, 2 obchody se smíšeným zbožím, spořitelní a záložní spolek pro Čestlice, trafika.
V devadesátých letech 20. století vyrostla na západ od obce podél dálnice D1 obchodní zóna. Ta svou rozlohou přesahuje rozlohu obytné části Čestlic. Zahrnuje několik velkých nadnárodních obchodních řetězců (Makro, XXXLutz, Albert, Bauhaus), obchodní centrum Spektrum a například autosalony. Od roku 2008 se zde nachází akvapark Čestlice Aquapalace Praha.

## Obyvatelstvo
Vývoj počtu obyvatel za celou obec uvádí tabulka níže.
| 1869 | 1880 | 1890 | 1900 | 1910 | 1921 | 1930 | 1950 | 1961 | 1970 | 1980 | 1991 | 2001 | 2011 |
| ---- | ---- | ---- | ---- | ---- | ---- | ---- | ---- | ---- | ---- | ---- | ---- | ---- | ---- |
| 313  | 341  | 345  | 316  | 348  | 352  | 389  | 313  | 300  | 280  | 347  | 405  | 405  | 633  |

## Obecní správa
V letech 1964–1990 k obci patřily Nupaky.

### Územněsprávní začlenění
Dějiny územně správního začleňování zahrnují období od roku 1850 do současnosti. V chronologickém přehledu je uvedena územně administrativní příslušnost obce v roce, kdy ke změně došlo:
- 1850 země česká, kraj Praha, politický okres Jílové, soudní okres Říčany[8]
- 1855 země česká, kraj Praha, soudní okres Říčany[8]
- 1868 země česká, politický okres Český Brod, soudní okres Říčany[8]
- 1898 země česká, politický okres Žižkov, soudní okres Říčany[9]
- 1921 země česká, politický okres Žižkov sídlo Říčany, soudní okres Říčany[10]
- 1925 země česká, politický i soudní okres Říčany[11]
- 1939 země česká, Oberlandrat Praha, politický i soudní okres Říčany[12]
- 1942 země česká, Oberlandrat Praha, politický okres Praha-venkov-jih, soudní okres Říčany[13]
- 1945 země česká, správní i soudní okres Říčany[14]
- 1949 Pražský kraj, okres Říčany[15]
- 1960 Středočeský kraj, okres Praha-východ[16]

## Pamětihodnosti
- kostel svatého Prokopa na návsi, jednolodní s věží z období historismu (1863-1864), s gotickou kaplí Panny Marie (podél kostela jsou pozůstatky staré vsi)
- socha svatého Václava na návsi, barokní ze 2. čtvrtiny 18. století
- památník obětem první světové války

## Doprava
Územím obce prochází dálnice D1 se sjezdem 8 (Čestlice). Dále zde prochází silnice III. třídy:
- III/00339 Průhonice – Čestlice – Benice
- III/00310 po hranici Prahy z Průhonic do Pitkovic
- III/00311 Pitkovice – Čestlice – Dobřejovice
- III/00312 Čestlice–Nupaky
- III/3338 po hranici Prahy z Benic do Nupak

Železniční trať ani stanice na území obce nejsou. Nejbližší železniční stanicí je Praha-Uhříněves ve vzdálenosti čtyř kilometrů ležící na železniční trati Praha–Benešov. Příměstské autobusové linky projíždějící obcí vedly v roce 2011 do těchto cílů: Praha-Uhříněves v pracovních dnech (dopravce ČSAD POLKOST), Modletice, Praha-Opatov, Říčany denně (dopravce Veolia Transport Praha), Praha-Opatov, Velké Popovice v pracovních dnech (dopravce Dopravní podnik hl. m. Prahy).

## Další fotografie

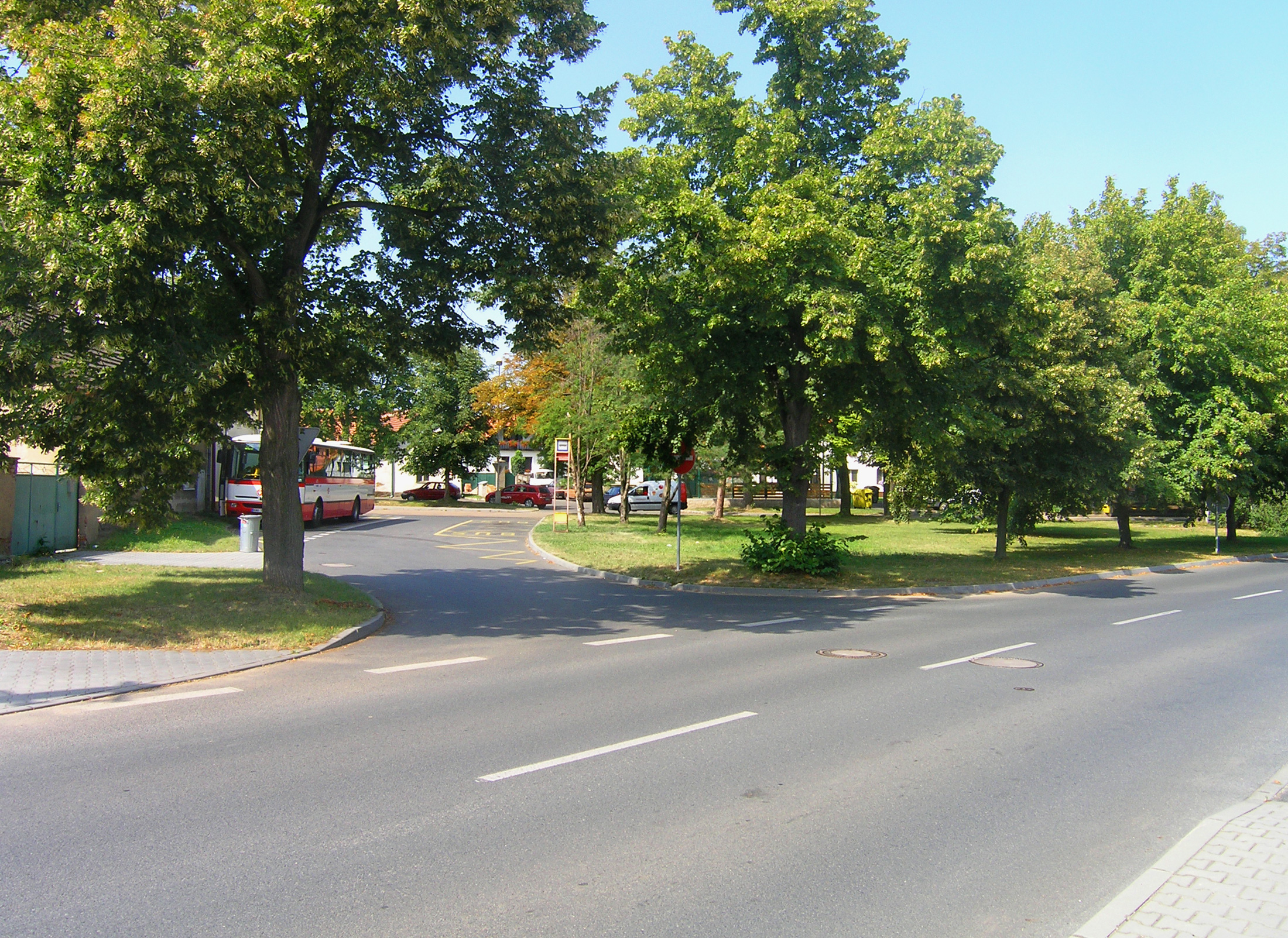
Náves
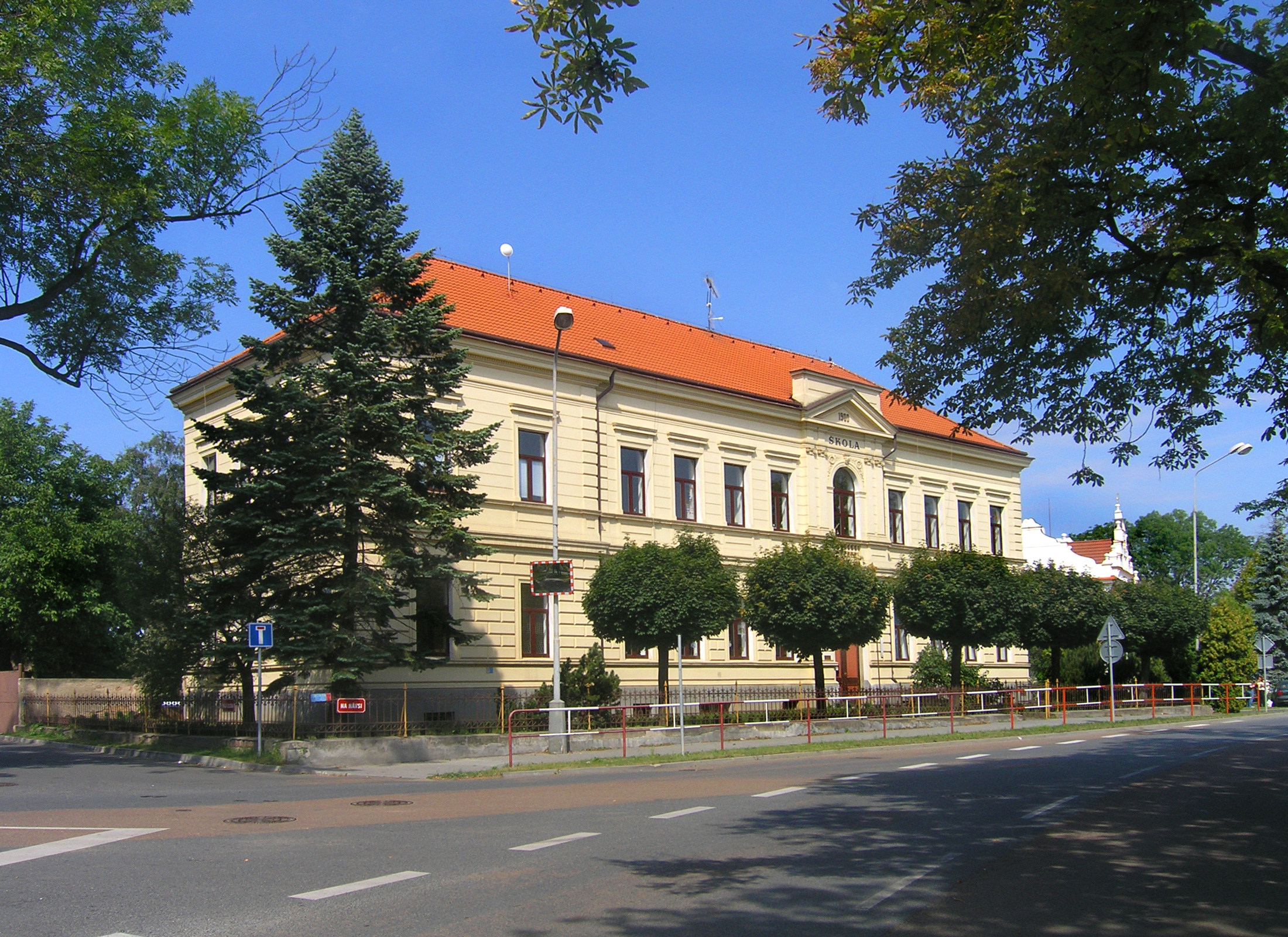
Základní škola
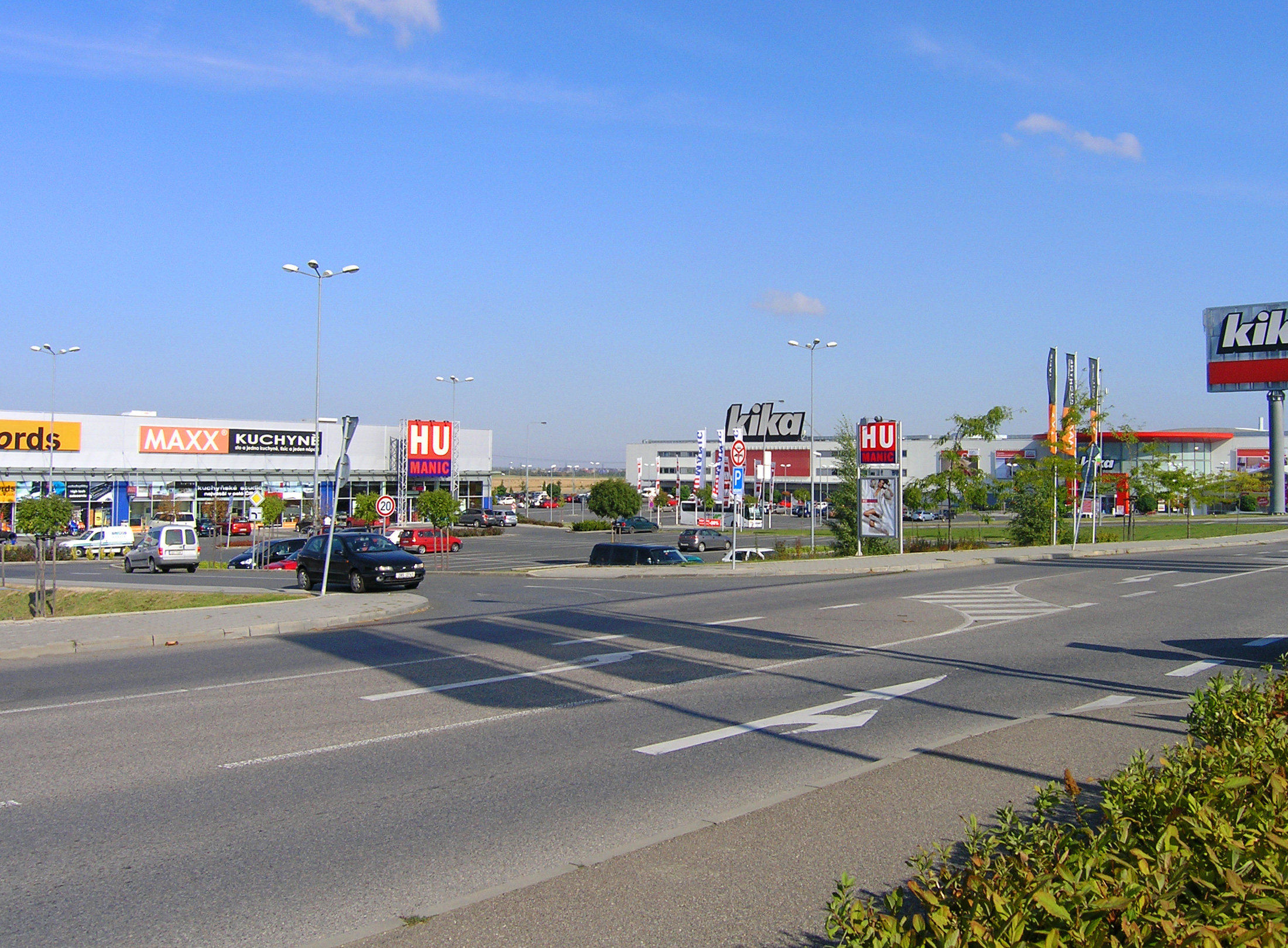
Obchodní zóna Čestlice, 2008
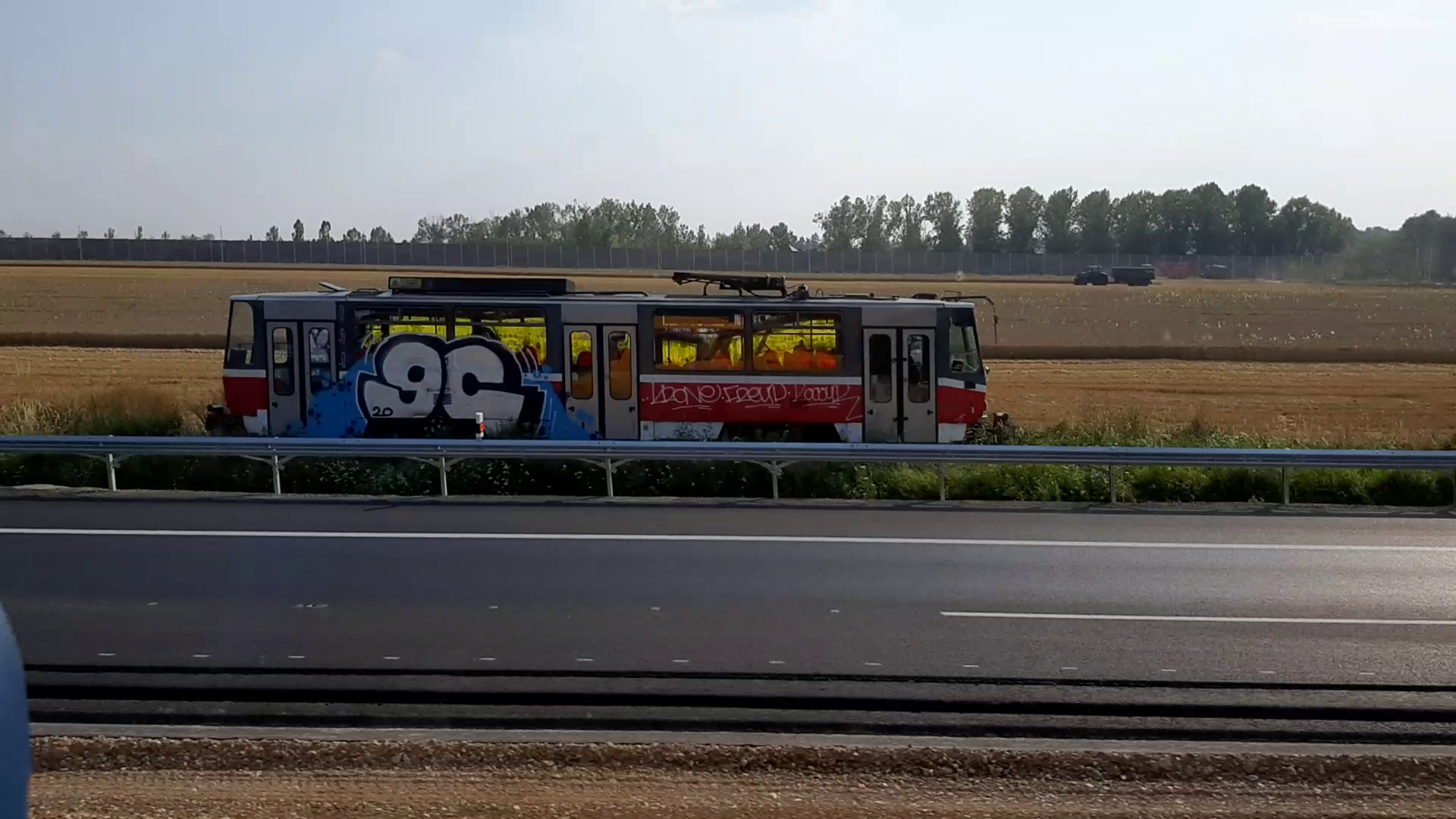
Odstavená tramvaj T6A5 v ochranném pásmu dálnice D1 u Průhonic. Objevila se zde 14. května 2019. Tramvaj byla údajně zakoupena společností Domo Development, která má v úmyslu v okolí dálnice vybudovat obchodní zónu.
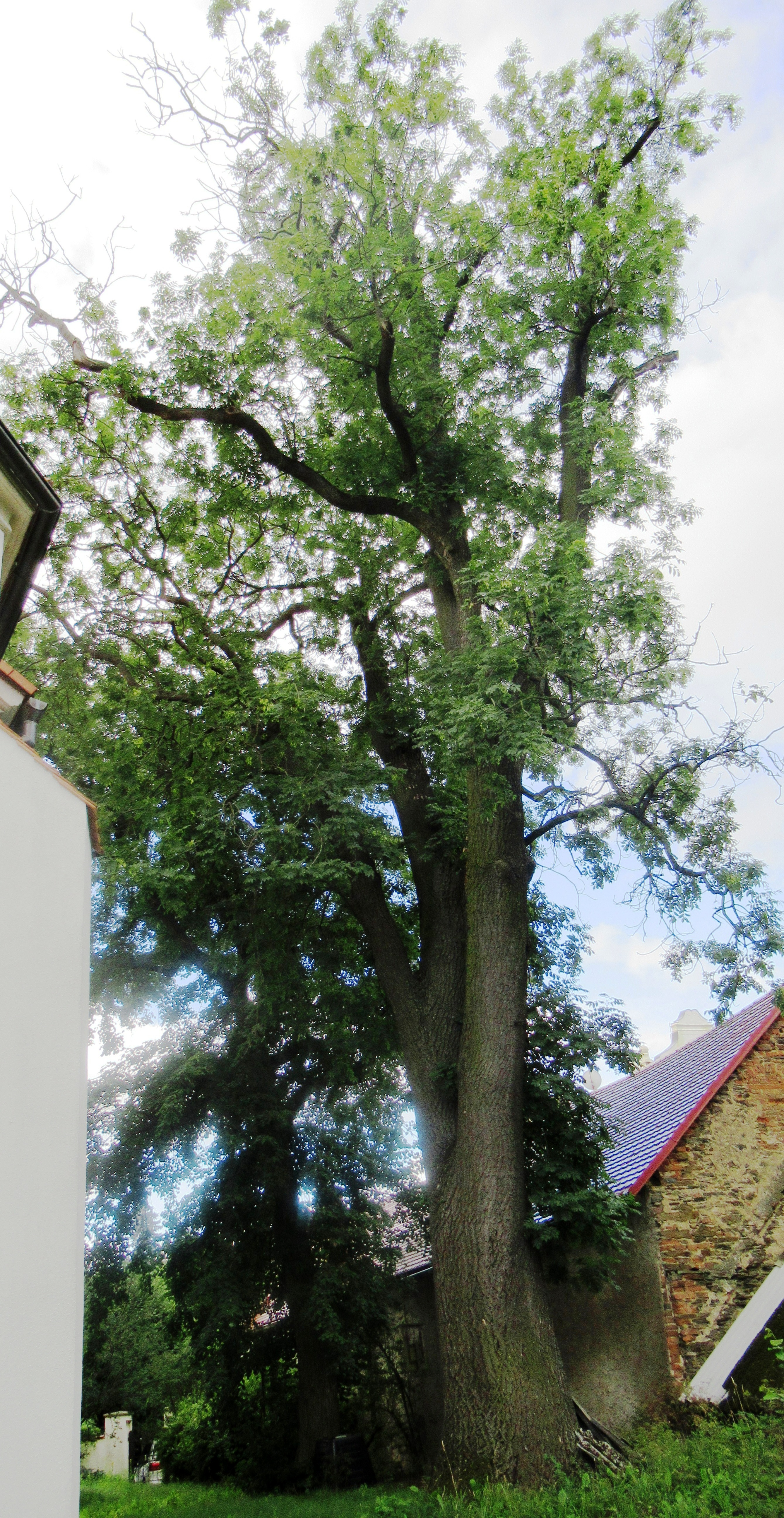
Jasan u kostela svatého Prokopa
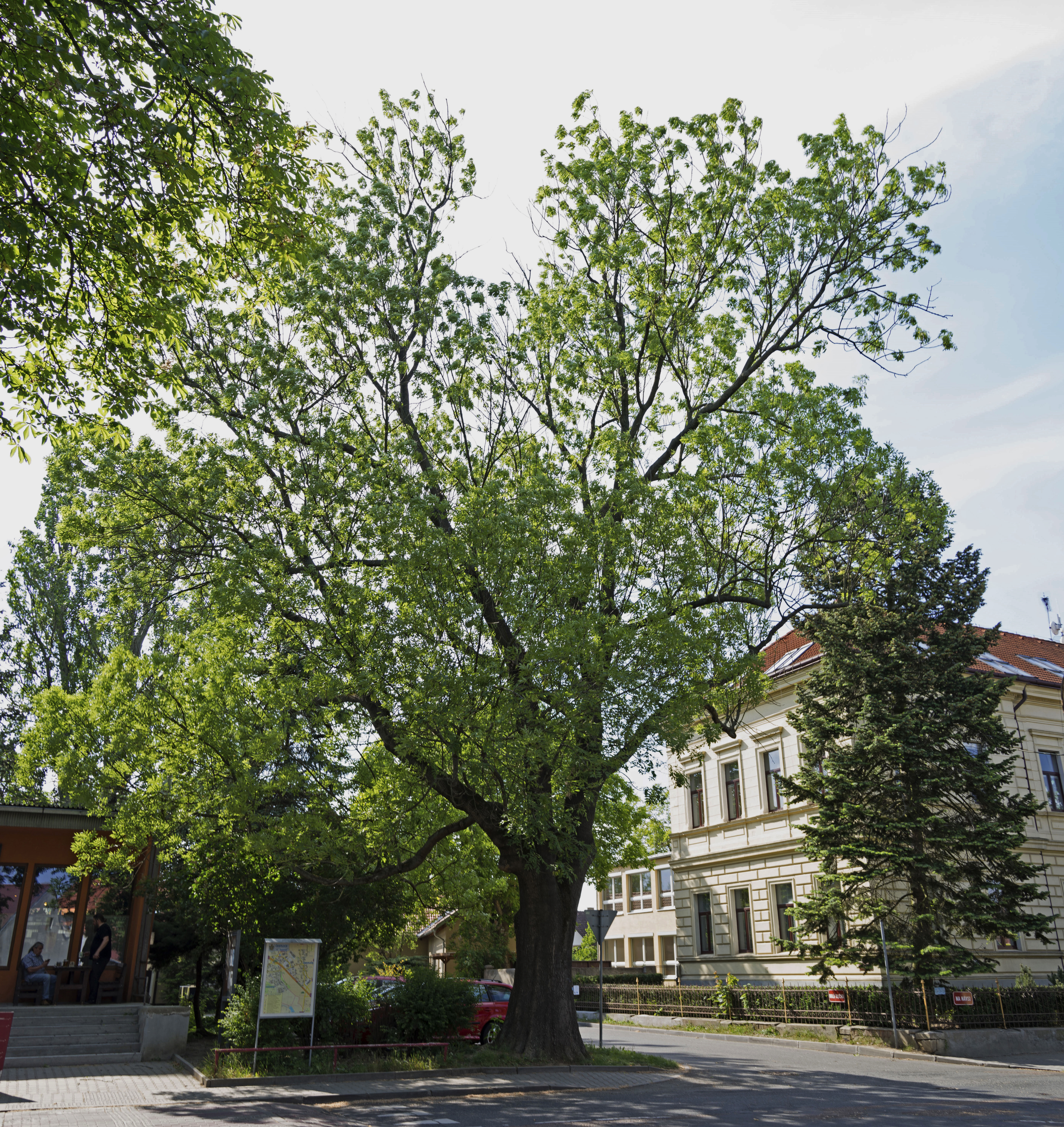
Jasan u školy